# Leucothoe affinis
Leucothoe affinis is een vlokreeftensoort uit de familie van de Leucothoidae. De wetenschappelijke naam van de soort is voor het eerst geldig gepubliceerd in 1856 door Stimpson.